# Panoa contorta
Panoa contorta là một loài nhện trong họ Desidae.
Loài này thuộc chi Panoa. Panoa contorta được miêu tả năm 1970 bởi Raymond Robert Forster.